# Histoire de l'édition numérique
L'édition numérique ou électronique s'inscrit dans l'histoire comme une pratique culturelle et technique. Elle a créé de nombreux changements dans l'ensemble de la chaîne éditoriale et en entraîne encore de nombreux.
L'histoire de l'édition numérique est liée à l'histoire du développement d'Internet et du web, d'une part, et l'histoire des humanités numériques, d'autre part.

## Histoire de l'édition
L’histoire de l’édition numérique ne peut être comprise sans s'inscrire dans un contexte plus large, celui de l’histoire générale de l’édition. Cette dernière repose elle-même sur l’évolution des idées et de la pensée, ainsi que sur les moyens de leur diffusion. Un point clé de l'édition numérique est l’idéal de démocratisation de la pensée. Comme l'explique l'ouvrage Pratiques de l'édition numérique, l’évolution de l’édition, tout comme le rôle de l’éditeur, a toujours été liée à un idéal démocratique. Bien que cet idéal persiste aujourd’hui, sa préservation constitue un enjeu crucial pour les années à venir.

## Histoire du développement d'Internet et du web
Tout d'abord, définissons brièvement l'Internet : « c'est un réseau physique qui permet l'échange de données entre plusieurs ordinateurs, tandis que le Web représente l'ensemble des documents formatés en HTML, accessibles avec un navigateur via le protocole HTTP. » Alain Mille situe les origines d'Internet entre les années 1950 et 1960. Durant la Guerre Froide, Paul Baran, de la RAND Corporation, propose le concept de « réseau maillé avec des nœuds d’interconnexion » pour améliorer les communications militaires américaines. En 1965, Donald Davis met ce système en place au National Physics Laboratory, mais AT&T, alors leader des télécommunications, rejette le projet, évalué à 60 millions de dollars, car il aurait créé une concurrence interne risquée. Selon Alain Mille, cet échec constitue un « faux départ » pour internet.
Néanmoins, le phénomène d'Internet est à concevoir dans le long terme. En effet, le concept de réseau existe depuis des millénaires. Les sociétés occidentales se sont construites sur cette idée. Les relais de poste, les réseaux de canaux (en Grande-Bretagne dans les années 1790), les chemins de fer (au XIXe siècle) ou encore le télégraphe sont déjà des exemples de réseaux, et qui permettent notamment la concentration des pouvoirs.
L'histoire du Web et d'Internet s'inscrit dans l'histoire plus vaste des tendances culturelles. Aussi, elle ne peut être séparée de différentes histoires connexes telles que celle de l'ordinateur ou bien celle des réseaux.
Benoît Epron et Marcello Vitali-Rosati ont identifié différents événements majeurs liés à l'histoire d'Internet et du Web:
|      | Événements |
| ---- | --- |
| 1969 | Première connexion de l'ARPANET |
| 1970 | Création du premier protocole de transmission de données de l'ARPANET (NCP)                                                                                              |
| 1972 | Présentation officielle de l'ARPANET à l'International computer communication conference                                                                                 |
| 1973 | Création d'un second protocole de transmission de données de l'ARPANET (TCP)                                                                                             |
| 1982 | Création du domain name system (DNS, protocole de correspondance entre IP et nom de domaine)                                                                             |
| 1983 | Réorganisation du TCP en un nouveau protocole de transmission de données (TCP/IP). Adoption de ce protocole par l'ARPANET                                                |
| 1986 | Adoption du protocole TCP/IP par la National Scientific Foundation (NSF). Financement de la construction d'un câble transocéanique traversant les États-Unis par la NSF. |
| 1990 | Développement du World Wide Web à partir du langage HTML et du protocole HTTP                                                                                            |
| 1992 | Développement du navigateur Mosaic |
| 1994 | Fondation du World Wide Web Consortium (W3C) |
| 1995 | Début de la bulle Internet. Gain d'intérêt marqué du secteur économique vis-à-vis du Web.                                                                                |
| 1998 | Fondation de Google |
| 2001 | Création de Wikipédia |
| 2003 | Naissance du Web 2.0 |
| 2004 | Création de Facebook |
| 2005 | Création de YouTube |
| 2006 | Création de Twitter, création du projet de Web sémantique, publication de Facebook, rachat de YouTube par Google                                                         |
| 2009 | Création d'Uber |
| 2012 | Création de Wikidata |

## Histoire de l'édition numérique à l'ère des humanités numériques
L'édition numérique est un phénomène qui s'inscrit dans le développement plus vaste des humanités numériques. Comme l'expliquent les chercheurs Michaël E. Sinatra et Marcello Vitali-Rosati, les humanités numériques, issus de l'expression anglais digital humanities, mènent à un changement de paradigme ayant des répercussions sur l'édition numérique : « Loin d’être un simple développement technologique ayant un impact sur le processus de recherche et de visualisation des données en sciences humaines et sociales, les humanités numériques nous amènent à repenser le sens même de la recherche et, par conséquent, l’ensemble du modèle de production et de circulation du savoir à l’époque de l’édition numérique. » Les humanités numériques ont pour objet d'étude des changements culturels déterminés par le numérique, tels que qu'une nouvelle conception du savoir et de nouveaux modes d'accès et de circulation de ces savoirs dans la société.

### Langage et numérique: les origines
Plusieurs chercheurs trouvent dans le travail du jésuite Roberto Busa l'origine de l'approche des humanités numériques,. Après la Deuxième Guerre mondiale, cet Italien débute une thèse de grande ampleur sur la Somme théologique de Thomas d'Aquin, dont le sujet est plus précisément la présence, l'incarnation, étudiés à travers le vocabulaire dans l'écriture du scolastique. Busa est alors amené à relever les occurrences de ces substantifs, mais aussi à des mots comme in (« dans » en latin).
Au cours d'un voyage aux États-Unis en 1949, le jésuite utilise une nouvelle technique de compilation des informations afin de faciliter son travail, dont la charge immense ne saurait être réalisée grâce aux techniques traditionnelles. La technique de la concordance automatique, c'est-à-dire le traitement automatique de l'information, est alors rendue possible par l'entreprise américaine IBM, qui propose des machines à carte perforée : « le travail consiste alors à coder par perforation chacun des mots de l'œuvre de Thomas d'Aquin sur autant de cartes, de même que sa position dans le corpus ainsi constitué ». Les machines analysent les points perforés et leur positionnement sur les chaque carte, et peuvent ensuite faire la sélection de toutes celles qui présentent les mêmes caractéristiques. Ainsi, Roberto Busa peut connaître le nombre exact d'occurrences qu'il souhaite relevé pour un certain terme, et ainsi réaliser son index de la Somme.
Le résultat de ce travail qui prendra plus de trente ans, l'Index Thomisticus, est publié en 1980 et compte environ 70 000 pages. Busa révolutionne le domaine de la recherche, notamment en ce qui touche l'étude d'un système verbal. Il démontre comment les avancées informatiques permettent les avancées dans les domaines des sciences humaines, et comment l'édition savante peut être révolutionnée par ces nouvelles technologies.

### Années 1970
En juillet 1971, Michael Hart, alors étudiant à l'Université de l'Illinois, lance le Projet Gutenberg. Souhaitant donner un accès électronique pour tous aux grandes œuvres de la littérature mondiale, et appartenant au domaine public, ce projet présente les premiers livres numérisés. Si la capacité des disquettes de l'époque (alors que le disque dur n'existe pas encore) l'oblige à numériser de courts textes au départ -- The United States Declaration of Independance ou The United States Bill of Rights --, il peut, d'année en année, suivant les évolutions technologiques, numériser des œuvres au volume toujours plus important. Les débuts du Projet Gutenberg se font plutôt lents : en août 1989, il ne compte que 10 livres à son actif. Parmi ceux-ci, on retrouve la Bible et plusieurs œuvres de Shakespeare. C'est en 1991, avec l'arrivée du Web, que le Projet Gutenberg prend un essor considérable : de 1991 à 1996, la production de livres numériques double chaque année. En 1997, la millième œuvre littéraire est mise en ligne ; en 1999, la bibliothèque compte 2000 titres ; en 2003, finalement, elle atteint le nombre de 10 000. La numérisation se poursuit jusqu'à ce jour, et son rythme augmente constamment. Selon le site du Projet Gutenberg, la bibliothèque compterait à ce jour plus de 57 000 titres.
À partir du Projet Gutenberg, la numérisation se poursuit. Benoît Epron et Marcello Vitali-Rosati, dans leur ouvrage L’édition à l’ère numérique, indiquent les principaux programmes de numérisation :
| Projet           | Fondateur                                                                                  | Date de création                                                                      | Types de documents numérisés | Nombre de documents numérisés |
| ---------------- | ------------------------------------------------------------------------------------------ | ------------------------------------------------------------------------------------- | --- | --- |
| Gutenberg        | Micheal Hart                                                                               | 1971                                                                                  | Livres du domaine public | 53 000 en 2017 |
| Canadiana        | Conseil des Arts du Canada                                                                 | 1978 (initialement sous le nom d'Institut canadien de microreproductions historiques) | Livres, revues, journaux, publications gouvernementales, photographies, cartes géographiques, enregistrements audio et vidéo, etc. d'origine canadienne        | 180 000 documents, ou 70 millions de page en 2018 |
| Internet Archive | Brewster Kahle                                                                             | 1996                                                                                  | Livres, films, enregistrements audio, images, logiciels et pages web archivées (Wayback Machine)                                                               | 11 millions de livres et textes, 4 millions d'enregistrements audio, 3 millions de vidéos, 1 million d'images, 100 000 logiciels et 279 milliards de pages web en 2018 |
| Gallica          | Bibliothèque nationale de France                                                           | 1997                                                                                  | Livres manuscrits, revues, photographies, cartes géographiques, enregistrements sonores, etc., d'origine française                                             | Plus de 4 millions de documents en 2018 |
| Europeana        | Commission européenne                                                                      | 2008                                                                                  | Mise en commun des contenus numérisés de plus d'une centaine d'institutions                                                                                    | Plus de 54 millions de documents en 2017 |
| HathiTrust       | Committee on Institutional Cooperation (CIC), aujourd'hui Big Ten Academic Alliance (BTAA) | 2008                                                                                  | Mise en commun des contenus numérisés de plus de 120 partenaires, notamment Google Books, Internet Archive et plusieurs universités américaines et européennes | 15 millions de volumes en 2017 |

### Années 1980
À partir des années 1980, on assiste à la diffusion généralisée des logiciels de traitement de texte, apparus dans les années 1960. En 1983, Microsoft Word est lancé : il est rapidement connu et devient un des outils d'écriture les plus utilisés sur le marché, notamment les auteurs. En effet, en comparaison à la rédaction à la main, « le texte numérique peut être facilement effacé, copié, collé, restructuré. » Microsoft Word fait partie des logiciels WYSIWYG, acronyme de l’anglais « what you see is what you get », qui facilitent le traitement de texte et permet à un auteur de déjà visualiser son œuvre dans une forme qui se rapproche du produit final imprimé. Cette conquête des logiciels de traitement de texte vient changer en profondeur « les possibilités de manipulation du texte ».
Marcello Vitali-Rosati et Benoît Epron voient deux importants changements produits par la diffusion de ces logiciels : il y a un brouillage au niveau de la frontière entre le brouillon et la version définitive du texte, ce qui amène certaines figures professionnelles, comme le dactylographe, qui existaient en tant que médiateur au sein du processeur éditorial, à disparaître progressivement. La conséquence de ces changements est que la publication devient plus accessible pour tous.

### Années 1990
Dans les années 1990, l'expression digital humanities (sciences humaines numériques) apparaît, et remplace l'ancienne expression humanities computing, qui mettait l'accent sur l'aspect scientifique par le terme de « computing ». L'outil informatique même n'a plus besoin d'être évoqué dans le titre digital humanities, expliquent Michael E. Sinatra et Marcello Vitali-Rosati, car la discipline l'a intégré : par ce changement de titre on perçoit « la transformation d’une approche méthodologique en une discipline à proprement parler. » 
Le rapide développement du Web auquel on assiste lors de cette décennie mène à l'émergence de différentes instances éditoriales que celles traditionnelles. Les trois grandes fonctions de l'édition : production, diffusion et légitimation, peuvent maintenant être prises en charge par d’autres entités, que les maisons d’édition. Ce déplacement vient bouleverser le panorama du monde de l'édition, qui s'était installé, puis progressivement institutionnalisé, depuis l'invention de la presse à caractères métalliques mobiles au XVe siècle. La légitimation des contenus ne passe plus par les mêmes dispositifs d'autorité.

### Années 2000 à aujourd'hui
Le développement du Web modifie progressivement les modèles économiques du monde de l'édition. Un texte peut être publié à très bas coût, alors qu'il n'a plus besoin d'être imprimé (les frais d'impressions représentent une part considérable dans le processus éditorial). Au niveau de l'édition scientifique et savante plus précisément, le nouveau modèle éditorial permet à un chercheur de déposer lui-même son travail sur un dépôt ouvert, comme les dépôts des universités, ou bien sur des dépôts privés, comme Academia.edu ou ResearchGate. Ainsi, il n'a pas à payer les frais d'hébergement pour le contenu qu'il publie.
Au niveau du secteur éditorial des encyclopédies, l’arrivée de Wikipédia, en 2001, apporte plusieurs facteurs de changement. Devenant l'un des sites les plus visités au monde, Wikipédia amène notamment comme changement « la croissance d’une pratique de recherche en ligne qui passe de plus en plus par l’interrogation d’un moteur de recherche, au lieu de la saisie d’une adresse URL dans un navigateur. » En instaurant une logique contributive, Wikipédia vient renverser le processus de légitimation à la base de l'édition traditionnelle : la création et la validation des contenus se font collectivement, par l'ensemble des contributeurs. Ce n'est plus un éditeur ou la légitimité d'un contributeur qui permet ou non la publication. Ainsi, « il découle de cette approche une instabilité systémique des notices proposées, à l’opposé de la pérennité des encyclopédies traditionnelles inscrites dans une temporalité longue. » L'édition numérique produit de nouveaux moyens de légitimation et les maisons d'édition perdent, peu à peu, leur valeur symbolique.
À partir des années 2000, la communauté scientifique francophone utilise de plus en plus l'expression d'« éditorialisation », plutôt que celle d'« édition ». Ce nouveau terme se définit comme le fait d'« éditer dans l’espace numérique ». Cette nouvelle approche théorique du fait éditorial, réfléchit à « la production et à la circulation des contenus dans les environnements numériques ». Benoît Epron et Marcello Vitali-Rosati expliquent que, selon une première acceptation, « l’éditorialisation est un processus de mise en forme et de structuration d’un contenu dans un environnement numérique. En ce sens, on dira que l’éditorialisation qualifie ce que devient l’édition sous l’influence des technologies numériques ». Mais il faut chercher une définition plus large du phénomène, si l'on considère que, dans notre société, tout est éditorialisé : par exemple, nous sommes nous-mêmes « éditorialisés » sur notre profil Facebook. Ainsi, l'« éditorialisation » désignerait « l’ensemble des dynamiques – soit les interactions des actions individuelles et collectives avec un environnement numérique particulier – qui produisent et structurent l’espace numérique ».
Pendant les années 2000, il se développe aussi de nouveaux dispositifs techniques de lecture numérique. Notamment, en 2001, la société Cytale lance le nouveau dispositif CyBook. Les  éditeurs doivent faire affaire avec de nouveaux agents : les fabricants de dispositifs techniques de lecture et les plates-formes dédiées au livre numérique.
Au début des années 2000, les réseaux sociaux qui se développent offrent de nouvelles formes de production de contenus, qui affectent les pratiques éditoriales. En effet, les usagers, sur Facebook, Twitter ou encore Instagram, peuvent écrire, publier des documents et des informations. Ces réseaux sociaux sont donc de nouveaux lieux d'édition.

## Perspectives et avenir
Avec les différentes évolutions du numérique, les frontières de l'édition s'ouvrent : ce qui est « édité » n'est plus limité à ce qui est produit par une maison d'édition. Dans de nouvelles formes de production des contenues peuvent être repérées les fonctions éditoriales (production, circulation et légitimation des contenus).
Le fait d'« éditer » ne peut plus se réduire à la mise en forme d'un texte pour son impression et sa diffusion éventuelles : c'est maintenant aussi le fait de structurer et de mettre en forme un texte pour un format numérique, qui présente des particularités différentes de celles de l'édition papier. L'édition numérique ne se moule pas sur l'édition papier, mais répond à des modalités qui lui sont propres, qui modifient les possibilités d'agencement et de structuration de l'information. La diffusion des contenues est aussi différente, car elle est réalisée dans des environnements numériques.
À partir de cet effort, il est nécessaire de s’interroger sur les compétences attachées au métier d’éditeur. Depuis les années 2000, les acteurs de l’édition ont ainsi appris à mobiliser de nouvelles compétences qui ne faisaient pas partie de leurs savoir-faire traditionnels. Selon Benoît Epron et Marcello Vitali-Rosati, « le futur de l’édition dépendra de la capacité de chaque acteur de repenser sa mission et de prendre une place dans le panorama qui se dessine ».
L'édition, face à l'époque numérique, rencontre donc plusieurs défis. Notamment, les sources d'autorité et de pouvoir doivent être repensées, par les acteurs traditionnels de l'édition : les maisons d'édition, les universités, les institutions littéraires, les librairies, les bibliothèques, etc. De nouvelles instances, notamment les différentes entreprises rassemblées sous l'acronyme GAGAM : Google, Amazon, Facebook, Apple, Microsoft prennent aujourd'hui une place de plus en plus importantes : aux côtés des instances traditionnelles, GAGAM (mais aussi AriBnB, Uber et Netflix) sont de nouvelles instances qui produisent et gèrent le savoir.